# Mal holandés

La apreciación del florín neerlandés (billete de 5ƒ) en comparación con el marco alemán. La explosiva valorización del florín producto de la explotación petrolera desde fines de los años 1960 generó un daño al resto de las exportaciones del país.

En economía, se conoce como mal holandés (también conocido como síndrome holandés) a los efectos perniciosos provocados por un aumento significativo en los ingresos en divisas de un país.
El término surgió en la década de 1960 cuando los ingresos en divisas de los Países Bajos aumentaron considerablemente a consecuencia del descubrimiento de grandes yacimientos de gas natural en Slochteren, en el norte del país.
Como resultado del incremento de ingresos de divisas, el florín, la moneda neerlandesa, se apreció, es decir, aumentó su valor perjudicando la competitividad de las exportaciones no petroleras del país. De ahí el nombre de este fenómeno, que si bien no se relaciona con el descubrimiento de algún recurso natural, puede ser el resultado de cualquier hecho que genere grandes entradas de divisas, como un notable repunte de los precios de un recurso natural, la asistencia externa y la inversión extranjera directa.
La respuesta sobre las consecuencias perniciosas de un aumento de riquezas está en un estudio clásico de 1982 realizado por Warner Max Corden y J. Peter Neary. Estos autores dividen una economía que experimenta un período de crecimiento en tres sectores: dos exportadores —uno en auge y otro no— que conforman los sectores de bienes comerciados; y un tercer sector de bienes no comerciados orientado básicamente al suministro a residentes nacionales que puede abarcar el comercio minorista, los servicios y la construcción. Según el estudio, cuando un país se contagia del síndrome holandés, el sector exportador tradicional se ve desplazado por los otros dos.
El modelo del síndrome holandés ha sido utilizado para explicar los efectos paradójicos de crisis producidos por la entrada de los tesoros de América en la España del siglo XVI, el descubrimiento del oro en Australia en la década de 1850, y más recientemente, los ingresos derivados de los altos precios del petróleo en Venezuela desde la década de 1970.

## Explicación
Un país que descubre petróleo tendrá un aumento repentino en las exportaciones de crudo (boom petrolero), lo cual elevará sus ingresos gracias a las mayores entradas de divisas. Si estas se destinan en su totalidad a la importación, no habrá efecto directo alguno en la masa monetaria del país ni en la demanda de bienes nacionales. Pero en caso de que, por ejemplo, se las convierta en moneda local y se utilicen para adquirir bienes nacionales no comerciados, el resultado dependerá de si el tipo de cambio (nominal) del país lo fija el banco central o es flexible.
En caso de que el tipo de cambio sea fijo, la conversión de monedas extranjeras a nacionales aumentará la masa monetaria del país y la demanda interna presionará los precios internos, y al sector petrolero en crecimiento. Estas dos transferencias provocarán a su vez la reducción de producción del sector exportador tradicional. Fenómeno conocido como "efecto recursos".
Ambos efectos se hicieron presentes en los países petroleros en la década de 1970 cuando los precios del petróleo se dispararon y la exportación aumentó afectando a la producción agrícola y manufacturera. También se presentaron en países como Colombia, que con el aumento del café en la década de 1980, perjudicó a los demás sectores.
También se denomina especialización económica, o mal del holandés, a aquella situación en la que la periferia se especializa tanto en un solo sector, que le proporciona grandes beneficios, que distorsiona la economía porque se olvida del resto de sectores. La población que queda al margen de este sector se queda en niveles de subsistencia.

## Mitigación de su impacto
Básicamente hay dos estrategias para reducir las amenazas del mal de holanda: controlar el incremento de la tasa de cambio e incrementar la competitividad del sector manufacturero.
Un enfoque sería esterilizar el súbito incremento de divisas, evitando repatriarlas de una sola forma masiva, conservando una parte en el exterior en fondos especiales para después repatriarlas en forma gradual y progresiva. Esta estrategia repercutirá en una reducción del efecto gasto público. Otro beneficio es la estabilización del flujo de divisas; situación preferible respecto a no saber cual sería el flujo anual relativo sujeto a las variaciones de mercado. Además, el país estaría ahorrando para las generaciones futuras. En algunos países este comportamiento pudiera resultar políticamente difícil debido a las frecuentes presiones a gastar en forma inmediata tales divisas para abatir la pobreza, pero esto no considera las más amplias implicaciones macroeconómicas. Entre estos fondos soberanos se pueden citar los siguientes: el Fondo de Pensiones del gobierno de Noruega, el Fondo de Estabilización de la Federación Rusa, el Fondo Petrolífero Estatal de Azerbaiyán o el Fondo para las Generaciones Futuras del Estado de Kuwait fundado en 1976. Recientemente, estudios del Programa de las Naciones Unidas para el Desarrollo en Camboya han focalizado la necesidad de mejorar la instrucción de los funcionarios estatales y optimizar los cuadros operativos en el sector energético, en conexión con la creación de un posible Fondo de Riqueza Súbita (Sudden Wealth Fund) para evitar la paradoja de la bonanza. Una estrategia adicional consiste en incentivar el ahorro a fines de reducir el amplio flujo de capitales para evitar el incremento descontrolado de la tasa de cambio real. Una forma de estimular el ahorro sería mediante la reducción del impuesto sobre la renta. Incrementando el ahorro, el país puede reducir su necesidad de endeudarse para financiar el déficit público y las inversiones foráneas.
Invertir en educación e infraestructuras puede incrementar la competitividad del sector manufacturero. Esta estrategia podría aplicarse incluso en países en vías de desarrollo, aunque algunos de ellos son exportadores de cerebros.